# Ernesto Hintze Ribeiro
Ernesto Rodolfo Hintze Ribeiro (Ponta Delgada, 7 de noviembre de 1849-Lisboa, 1 de agosto de 1907) fue un político portugués miembro del Partido Regenerador, tres veces presidente del Consejo de Ministros durante el reinado de Carlos I.

## Biografía
Nacido el 7 de noviembre de 1849 en la localidad azoriana de Ponta Delgada, Hintze Ribeiro, que empezó a estudiar Derecho en la Universidad de Coímbra en 1867, se doctoró en 1872. Debutó como diputado en 1878, y en 1881 se convertiría en ministro de Obras Públicas del nuevo gabinete regenerador.
Ejerció de Presidente del Consejo de Ministros en tres ocasiones: entre el 22 de febrero de 1893 y el 7 de febrero de 1897, entre el 25 de junio de 1900 y el 28 de febrero de 1903 y entre el 20 de marzo y el 19 de mayo de 1906. Durante su segundo mandato, una disputa interna en el Partido Regenerador dio lugar a la salida de João Franco y de 25 diputados de este en 1901 y a la constitución de una escisión; Hintze Ribeiro llegaría a desarrollar una rivalidad obsesiva hacia Franco.
Falleció el 1 de agosto de 1907 en el Cementerio del Alto de São João, Lisboa, al que había acudido para asistir a un entierro.